# Zbyněk Houška
Zbyněk Houška (* 11. prosince 1957) je bývalý československý fotbalista, útočník. Po skončení aktivní kariéry působí jako trenér v nižších soutěžích.

## Fotbalová kariéra
Odchovanec Roudnice nad Labem. V československé lize hrál za Slavii Praha, Spartu Praha, TJ Vítkovice a Spartak Hradec Králové. Získal ligový titul v roce 1986 s Vítkovicemi. V lize odehrál 119 utkání a dal 20 gólů. V Poháru UEFA nastoupil v 1 utkání.

## Ligová bilance
| Ročník                                   | Zápasy | Góly | Klub                   |
| ---------------------------------------- | ------ | ---- | ---------------------- |
| 1. československá fotbalová liga 1976/77 | 1      | 0    | Slavia Praha           |
| 1. československá fotbalová liga 1980/81 | 11     | 0    | Sparta Praha           |
| 1. československá fotbalová liga 1981/82 | 5      | 0    | Sparta Praha           |
| 1. československá fotbalová liga 1984/85 | 13     | 3    | TJ Vítkovice           |
| 1. československá fotbalová liga 1985/86 | 28     | 6    | TJ Vítkovice           |
| 1. československá fotbalová liga 1986/87 | 29     | 3    | TJ Vítkovice           |
| 1. československá fotbalová liga 1987/88 | 22     | 8    | TJ Vítkovice           |
| 1. československá fotbalová liga 1988/89 | 11     | 0    | Spartak Hradec Králové |
| CELKEM                                   | -      | -    |                        |